# Isolabus elongaticeps
Isolabus elongaticeps is een keversoort uit de familie bladrolkevers (Attelabidae). De wetenschappelijke naam van de soort werd in 1924 gepubliceerd door Eduard Voss.